# Aharon Ze'evi-Farkaš
Aharon Ze'evi Farkaš (hebrejsky: אהרן זאבי-פרקש; narozen 7. března 1948) je izraelský generál, který v letech 2002 až 2006 zastával funkci náčelníka vojenské zpravodajské služby Izraelských obranných sil.

## Biografie
Narodil se v Rumunsku a aliju do Izraele podnikl v roce 1962. O čtyři roky později vstoupil do Izraelských obranných sil a během své vojenské kariéry zastával řadu pozic, a to jak v poli, tak na Generálním štábu. V letech 1976 až 1990 zastával různé funkce ve zpravodajském sboru. V 90. letech působil na plánovacím ředitelství a v roce 2002 byl jmenován náčelníkem vojenské rozvědky. V jejím čele stál až do roku 2006, kdy odešel z armády.
Vystudoval bakalářský (1976) a magisterský (1980) obor Blízkovýchodní studia a islamistiku na Telavivské univerzitě a business administration na Harvard Business School. Je ženatý a má tři děti.
V roce 2009 se na protiteroristické konferenci pořádané na Technionu v Haifě vyjádřil k řadě bezpečnostních otázek, jako je například íránská hrozba či mír se Sýrií. Ve vztahu k Íránu uvedl, že by Izrael měl projevit více pokory, a že „[Izrael] nemůže řešit íránskou hrozbu samotný.“ Dodal, že se Izrael „pouze může zúčastnit širší akce.“ Dále vyzval k pokroku v mírových jednání se Sýrií, který by mohl nastat díky sílícím vztahům mezi Sýrií a Spojenými státy. K této otázce uvedl: „cena [za mír] je známá – Golanské výšiny – a je třeba rozhodnout, zdali jsme ochotni ji zaplatit, či nikoliv.“